# إيريكا جارنر
إيريكا جارنر (بالإنجليزية: Erica Garner)‏ هي ناشِطة أمريكية، ولدت في 29 مايو 1990 في بروكلين في الولايات المتحدة، وتوفي بنفس المكان في 30 ديسمبر 2017 بسبب نوبة قلبية.